# Willem Geleedst

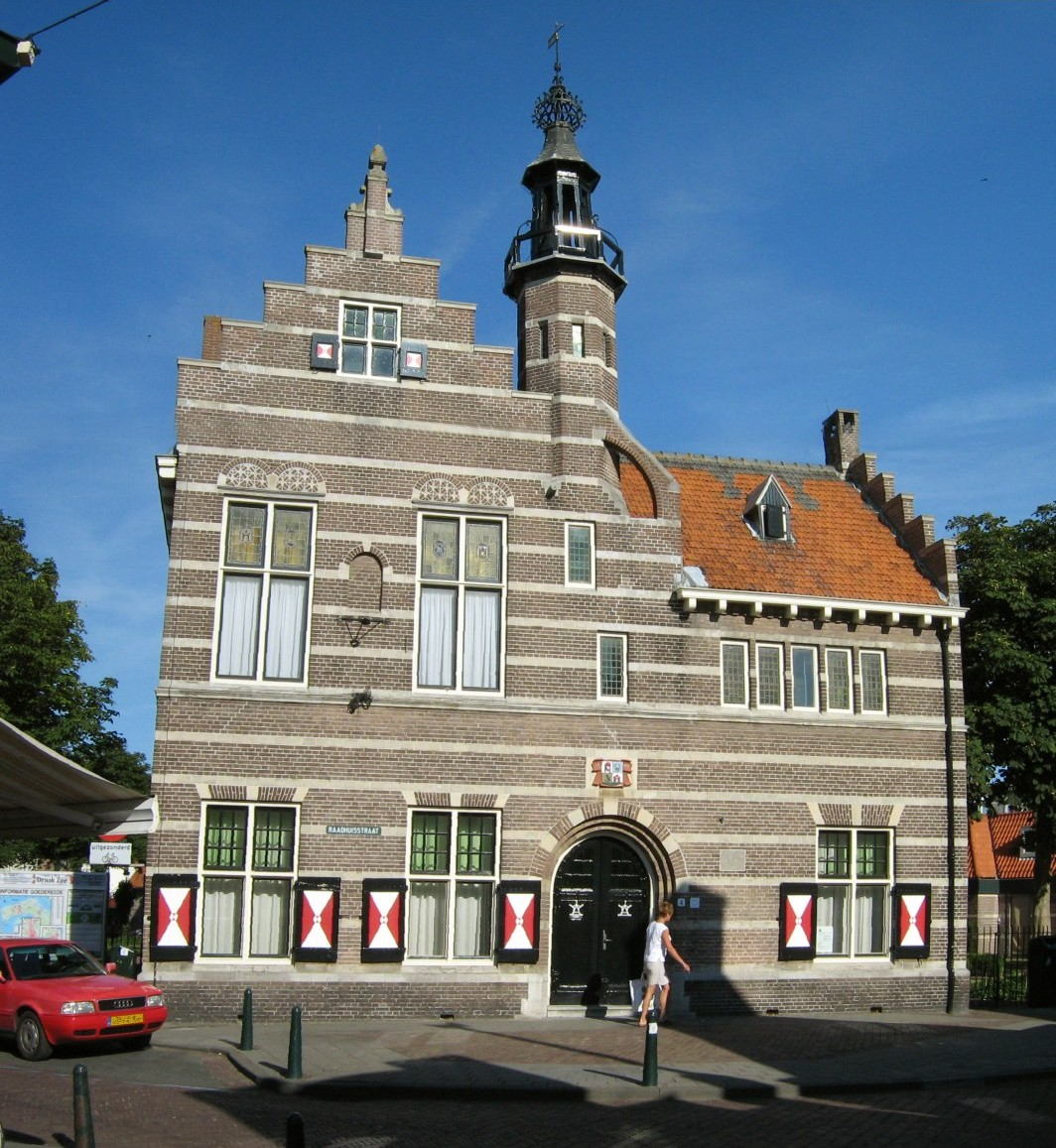
Het raadhuis van de voormalige gemeente Ouddorp

Willem Geleedst (Waarde, 10 september 1888 – 's-Gravenhage, 11 december 1968) was burgemeester van de toenmalige gemeenten Ouddorp, Leerbroek, Nieuwland en Meerkerk. 
Geleedst wordt in het Zuid-Bevelandse Waarde geboren als zoon van Janus Geleedst en Adriana van Maldegem. Op 13 december 1917 treedt hij in Tiel in het huwelijk met Maria Schmitz. Geleedst wordt adjunct-commies ter secretarie van de gemeente Amersfoort en in 1916 gemeentesecretaris van de toenmalige Utrechtse gemeente Vreeswijk. Van 1934 - 1938 combineert hij deze functie met die van secretaris-penningmeester van de VNG (afdeling Utrecht). Op 15 februari 1938 wordt Geleedst geïnstalleerd als burgemeester van de toenmalige gemeente Ouddorp, als opvolger van de ontslagen burgemeester Gobius du Sart. Zijn vrouw is dan reeds overleden. Op 15 december 1941 wordt Geleedst burgemeester van de drie Alblasserwaardse gemeenten Meerkerk, Leerbroek en Nieuwland. In 1951 ontving hij te Meerkerk toenmalig koningin Juliana. Tot 1953 vervult hij deze functie. Hij wordt opgevolgd door Willem Timmerman.

## Trivia
- In Ouddorp is een straat naar Geleedst vernoemd, de Geleedststraat.
- In 1947 sprak Geleedst bij de installatie van burgemeester N.A. Schouten als burgemeester van Ouddorp. Hij adviseerde geen aandacht te geven aan negatieve geluiden over Ouddorp en zijn raad, want deze waren hem ook onjuist gebleken.